# یوتی‌سی ۷:۳۰+
هم‌اکنون زمان‌بندی گرینویچ به علاوه ۷:۳۰+ (به انگلیسی: UTC+7:30) برای اندازه گیری زمان کاربرد دارد.

## تاریخچه
زمان (به انگلیسی: UTC+7:30) هم به عنوان زمان تابستانی هم ساعت رسمی برای کشور سنگاپور کاربرد داشته‌است.
بین سال‌های ۱۹۴۱ تا ۱۹۴۲ قبل از تسخیر سنگاپور به وسیله ژاپن و بین سال‌های ۱۹۴۵ تا ۱۹۷۰ بعد از تسخیر سنگاپور از این زمان برای زمان تابستانی استفاده می‌کرد.
در اواخر ۱۹۷۰ سنگاپور زمان رسمی خود را (به انگلیسی: UTC+7:30) اعلام کرد. و از تاریخ ۱۹۸۲ تا کنون زمان رسمی سنگاپور (به انگلیسی: UTC+8:00) است.